# Cléder
Cléder este o comună în Bretagne, Franța, situată în departamentul Finistère, Morlaix fiind districtul administrativ și Saint-Paul-de-Léon - cantonul local. Așezată pe coasta Canalului Mânecii, orașul se află la 54 km nord-est de Brest și la 27 km nord-vest de Morlaix, având acces facil la șoseaua națională N12, la o distanță de 20 km.
Potrivit datelor oficiale din 2019, localitatea număra 3.683 de locuitori, o comunitate mică, dar dinamică.

## Istorie
Întemeierea orașului Cléder este legată de Sfântul Ke de Corneville, care a venit în Armorica din Britania în secolul al IV-lea și a fost înmormântat aici într-un oratoriu, pe locul căruia a fost construită și sfințită ulterior o biserică în cinstea sa.
Principala atracție preistorică din Clédera a fost o piatră de 3,6 metri înălțime și 1,4 metri lungime, numită "altarul druizilor", care a fost asociată cu activitățile cultice ale populației celtice din zonă. Acesta a fost descris în detaliu în 1857, dar nu a supraviețuit, spre deosebire de cinci tumuli funerari excavați care conțin artefacte din epoca bronzului. În municipiu au fost descoperite, de asemenea, urme de așezări din perioadele galică și gallo-romană.
În jurul anului 1630, în Kleder a fost construit Castelul Kergurnadesh, conform planului castelelor fortificate antice: o clădire pătrată înconjurată de colțurile a patru turnuri rotunde mari, cu o galerie de machiaj; din el au supraviețuit ruine pitorești.
Populația comunei nu a acceptat Revoluția din 1793 . Mulți localnici au luat parte la Bătălia de la Kergidou, unde au fost înfrânți de trupele revoluționare. Comuna a recunoscut apoi noul guvern, dar a refuzat să trimită un deputat la Paris pentru a aduce procesul-verbal al Constituției din 1793 și pentru a reprezenta comuna la sărbătoarea constituțională din 10 august 1793.

## Puncte de atracție
- Conacul din Tronjoli din secolul al XVI-lea
- Castelul Kergournadesh din secolul al XVII-lea
- Castelul Kermangi
- Biserica Sfântul Petru și Sfântul Ke din secolele XVII-XVIII

## Economie

### Structura forței de muncă:
- Agricultură - 34,8 %.
- Industrie - 7,3 %
- Construcții - 5,4 %.
- Comerț, transport și servicii - 23,0 %.
- servicii publice 29,5 %

Rata șomajului, în 2018, este de 9,0%, o cifră semnificativ mai mică decât media națională a Franței, care este de 13,4%, și decât rata de 12,1% înregistrată în departamentul Finistère.